# Die wilde Geschichte vom Wassertrinker
Die wilde Geschichte vom Wassertrinker, englischer Originaltitel The Water-Method Man, ist ein 1972 erschienener Roman des amerikanischen Schriftstellers John Irving. 

## Handlung
Fred „Bogus“ Trumper studiert Sprachen an der University of Iowa. Auf einer Studienreise nach Österreich lernt er in Kaprun die erfolgreiche Skiläuferin Sue „Biggie“ Kunft kennen. Sie verbringen einige Zeit zusammen, Biggie wird schwanger, und sie kehren nach Amerika zurück. Trumpers Vater streicht ihm die Unterstützung, Trumper lebt von kleinen Jobs, außerdem ist er Tontechniker bei Projekten des Dokumentarfilmers Ralph Packer, eine Tätigkeit, die ihm kaum Geld einbringt, Biggie arbeitet als Krankenschwester. Die finanzielle Situation der jungen Familie ist schwierig, zusehends vernachlässigt Trumper seine Dissertation, eine Übersetzung des (fiktiven) Epos „Akthelt und Gunnel“ aus dem (ebenso fiktiven) Altniedernordischen.
Nach einem Streit mit Biggie macht sich Trumper aus dem Staub. In Wien versucht er seinen Freund Merrill Overturf zu finden, von dem er schon seit Jahren nichts mehr gehört hat. Merrill findet er nicht, aber ohne es zu wollen, gelangt er an eine größere Menge Haschisch. Deshalb versuchen amerikanische Drogenfahnder, mit seiner Hilfe einen österreichischen Drogenhändler zu überführen. Der Plan geht schief, und Trumper kommt ohne das Rauschgift, aber mit dem eigentlich für den Kauf bestimmten Geld nach New York zurück. Nun muss er erfahren, dass Merrill schon vor zwei Jahren bei einem Unfall starb.
In Maine will er seinen alten Freund Couth besuchen; er hofft, dass dieser ihm sagen kann, wie es Biggie geht. Als er entdeckt, dass Biggie mit ihrem Sohn Colm nun bei Couth lebt und die beiden schon Biggies Scheidung von Trumper und Heirat mit Couth vorbereitet haben, kehrt er nach New York zurück. Dorthin hat Ralph Packer sein Filmstudio verlegt; Trumper wird wieder sein Tontechniker. Er zieht mit Tulpen zusammen, die dort für den Schnitt zuständig ist, und die sich auch um seine Finanzen kümmert.
Ralph Packer entscheidet, Trumper zum Thema seines neuen Films zu machen. Während der Dreharbeiten fragt Tulpen Trumper, ob er gerne ein Kind hätte; er ist von der Idee nicht begeistert. Außerdem entscheidet sich Trumper dafür, endlich eine Operation an seiner Harnröhre durchführen zu lassen, die aufgrund einer Verengung zu häufigen Harnwegsinfektionen neigt. Bisher hatte Trumper versucht, weitere Infektionen durch vermehrtes Wassertrinken zu vermeiden, damit die Harnröhre ausreichend durchgespült werden sollte (hierauf bezieht sich auch der Titel des Romans).
Als er nach der Operation nach Hause kommt, hört er Ralph und Tulpen über ihn sprechen, während Tulpen in der Badewanne ist. Eifersüchtig verschwindet er wieder, ohne zu ahnen, dass dies Gespräch nur Teil der Dreharbeiten ist; er hinterlässt im Studio noch eine Nachricht, er steige aus dem Film aus, und er wolle kein Kind. Danach geht er zu seiner Universität in Iowa zurück, wo ihm sein Doktorvater angeboten hatte, ihn bei der Fertigstellung seiner Dissertation zu unterstützen. Nach der erfolgreichen Promotion und darauffolgenden Bewerbungsgesprächen hat Trumper Zeit, sich die Dokumentation über sich anzuschauen, die den bezeichnenden Titel Fucking Up (deutsch in etwa „verkacken“) trägt. Erst durch den Film erfährt er, dass Tulpen bereits am Ende der Dreharbeiten von ihm schwanger war. Er fährt sofort zu ihr, und die beiden versöhnen sich wieder. Ein Schlusskapitel zeigt ein Fest der drei Paare Biggie und Couth, Trumper und Tulpen sowie Ralph und seine Frau Matje und ihrer Kinder.

## Besonderes
Der Erzählstil wechselt im Buch in kurzen Intervallen. Einige Abschnitte werden in der dritten Person erzählt, in anderen tritt Trumper als Ich-Erzähler auf. Einige Abschnitte werden auch in der Form eines Drehbuchs dargestellt. Die – oft sehr kurzen – Kapitel halten sich an keine chronologische Reihenfolge, sondern springen sehr frei zwischen unterschiedlichen Zeitebenen hin und her.
Trumper wird charakterisiert als ein Mensch, der zu Schwindeleien neigt, darauf spielt auch sein Spitzname „Bogus“ an. Er schreibt Briefe mit Ausflüchten an seine Gläubiger, er erfindet Strophen für seine Übersetzung aus dem Altniedernordischen und Fußnoten. Außerdem hat er – trotz großem Potential – keinen Erfolg: Als Ringer hat er meist bis kurz vor Schluss die Oberhand, wird dann aber doch noch geworfen. Gutachter halten seine Fähigkeit zum Fremdsprachenerwerb für „enorm“, aber für die meiste Zeit im Roman sieht es so aus, als nütze ihm das nicht viel. Erst nach seiner Operation kommt Trumper zu der Erkenntnis:
„Er wußte nur, daß er noch nie etwas zu Ende gebracht hatte, und er spürte ein Verlangen, das beinahe so grundlegend war wie der Überlebenstrieb: Das Verlangen, irgend etwas zu finden, das er auch beenden konnte.“
Diese Aufgabe findet er in seiner Dissertation. Hierbei findet er auch zur Aufrichtigkeit, tilgt alle Eigenerfindungen und gibt auch Wissenslücken zu. Auch wenn nicht klar wird, wie seine berufliche Situation am Ende aussieht, zeigt das Schlusskapitel doch, dass er und Tulpen glücklich sind.
Einen großen Raum nimmt das Epos „Akthelt und Gunnel“ ein, das Trumper übersetzt. Irving integriert eine Strophe sowie zahlreiche einzelne Wörter in der „Originalsprache“, außerdem gibt es umfangreiche Zusammenfassungen.

## Ausgaben
- The Water-Method Man. Random House, New York 1972, ISBN 0-394-47332-9 (Erstausgabe).
- Die wilde Geschichte vom Wassertrinker. Übersetzt von Edith Nerke und Jürgen Bauer. Diogenes, Zürich 1989.

## Sekundärliteratur
- Sally Robinson: Men’s Liberation, Men’s Wounds Emotion, Sexuality, and the Reconstruction of Masculinity in the 1970s. In: Milette Shamir und Jennifer Travis (Hrsg.): Boys Don't Cry? Rethinking Narratives of Masculinity and Emotion in the U.S. Columbia University Press, New York 2002, S. 205–229.